# فنیل‌منیزیم برمید
فنیل‌منیزیم برمید (به انگلیسی: Phenylmagnesium bromide) با فرمول شیمیایی C۶H۵MgBr یک ترکیب شیمیایی است. که جرم مولی آن ۱۸۱٫۳۱ g/mol می‌باشد. شکل ظاهری این ترکیب، بلورهای بی‌رنگ است.